# Julius Wichmann (Schriftsteller)

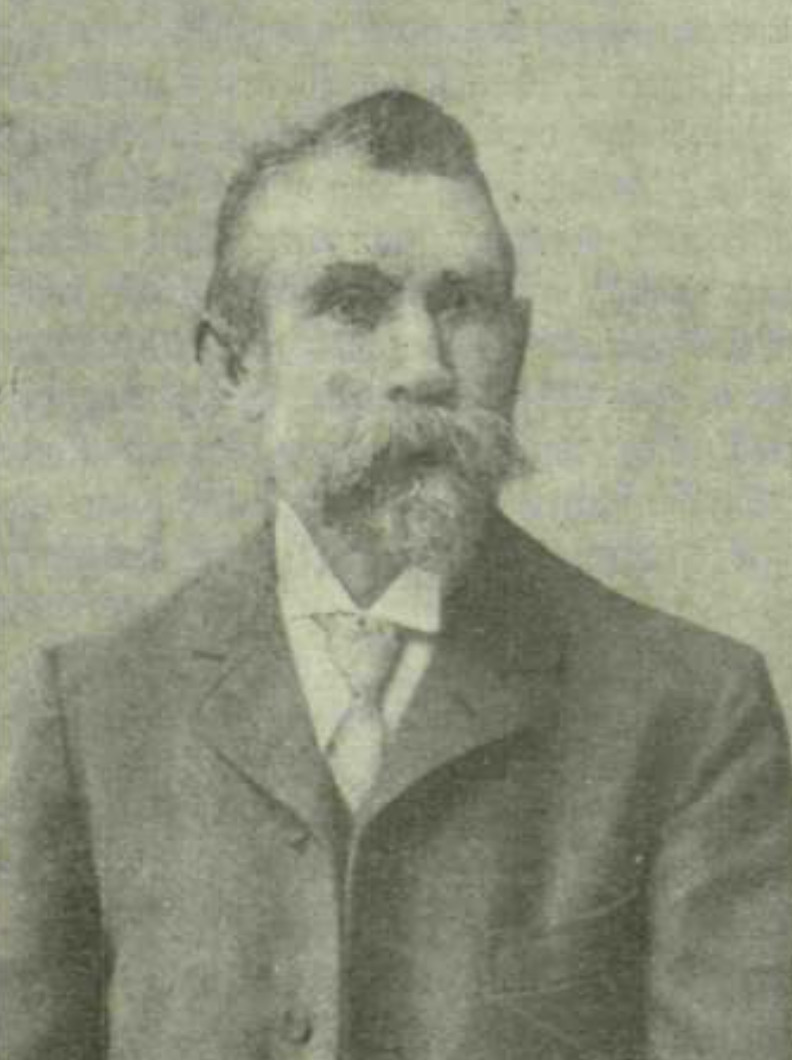
Julius Wichmann

Heinrich Julius Wichmann (* 16. November 1854 in Burg auf Fehmarn; † 27. Dezember 1921 in Hamburg) war ein niederdeutscher Schriftsteller.

## Leben
Wichmanns Eltern waren der Zimmermeister Johann Carl Wichmann und dessen Frau Margareta Elisabeth, geb. Hinz. Nach dem Besuch der Volksschule arbeitete er im Zimmereigeschäft seines Vaters. Nach der Gesellenprüfung und der Wanderschaft betrieb er ab 1909 ein kleines Papier- und Zigarrengeschäft in Hamburg. Dort gründete er auch den „Verein der Fehmaraner in Hamburg“.
Vor 1900 heiratete er Anna Wilhelmine Lafrenz, aus der Ehe gingen drei Kinder hervor.
Wichmann schrieb eine Reihe Schauspiele in niederdeutscher Sprache.
Nach Julius Wichmann ist in Burg auf Fehmarn der Julius-Wichmann-Weg benannt.

## Werke
- Barbaren und Hunnen? Satire. Wetting, Hamburg, o. J.
- Fred'n in Hus: plattdeutsches Singspiel in einem Aufzug. Richter, Hamburg o. J. (Plattdeutsches Singspiel; 1).
- De Kaffeeklatsch: plattdeutscher Schwank mit Gesang in einem Aufzuge. Richter, Hamburg o. J.
- Georg Meter oder De Isenbahn op Fehmarn: plattdeutscher Schwank in einem Aufzuge. Mahnke, Verden o. J.
- Tähnweh: en Stück vun Dörp'n in 1 Optog. Richter, Hamburg o. J. (Plattdeutscher Einakter; 24).
- Pöttschör'n: plattdeutscher Schwank in 1 Aufzuge. Richter, Hamburg o. J. (Plattdeutscher Einakter; 73).
- Georg Meter uller de Isenbahn op Fehmarn: plattdeutscher Schwank in 1 Aufz. Selbstverl., Hamburg 1906.
- Hunger! Plattdeutsches Drama aus dem Arbeiterleben in einem Aufzuge. E. Richter, Hamburg 1909 (Plattdeutsche Einakter; 28).
- De Wihnachtsmann: en Wihnachtsspill för grote un lütte Lüd' in 1 Optog. Buckendahl, Hamburg 1910 (Digitalisat).
- De slaue Peter: plattdeutscher Schwank in einem Aufzuge. Richter. Hamburg 1911.
- Sultan Plumm: Posse in 2 Optög. Selbstverlag, Hamburg 1911 (Digitalisat).
- Mamsell ehr Schatz: en Stück vun Dörp'n in 1 Akt. Mahnke, Verden 1911 (Digitalisat).
- Tante Greten: plattd. Bauernkomödie in 1 Aufz. E. Richter, Hamburg 1912.
- De Unschuld vun Lann' : plattdt. Posse in 1 Aufzuge. 2. Aufl. E.Richter, Hamburg 1912 (Plattdeutsche Einakter; 27).
- ‚Kinnerertreckung‘ ‚Greten söcht'n Deenst in Hamborg‘. Kayser, Hamburg um 1914.
- Wir, Barbaren oder Hunnen? Geburtstagsrede eines Sohnes an seinen Vater. o. O. o. J.